# 夢路行
夢路行（7月12日—），日本女性漫畫家。出身於長崎縣。
1983年在集英社旗下雜誌4月號投稿「新月之夜的舞蹈（踊三日月夜）」成為她的出道作。
精緻細膩的畫風和描寫人間漠然與溫馨日常生活及自然現象是她的作品特色。

## 作品列表
※作品名稱日文直譯。
- 綠野（1988年，集英社）
- 夢見春天（1990年，集英社）
- 越過那座山（2002年－連載中，秋田書店，單行本已出33冊／2018年10月16日為止）
- 單色花園（2003年－2005年，一迅社）
- 貓的交易（2005年－2010年，全4冊）